# Jim Walton
Pour les articles homonymes, voir Walton.
Jim Walton, né le 7 juin 1948 à Newport, est le plus jeune fils de Sam Walton, fondateur de Wal-Mart, et l'un de ses héritiers avec ses frères S. Robson Walton, John Walton, sa sœur Alice et sa mère Helen.
La famille se partage une fortune de 240 milliards de dollars et gère la multinationale (Liste des milliardaires du monde).
Sa fortune personnelle est estimée à 68 milliards de dollars en 2021 selon Forbes.

## Jeunesse
Jim a fait ses études supérieures à l’université de l’Arkansas. Il y obtient une licence de marketing en 1971. Une fois son diplôme en poche, il rejoint l'entreprise familiale Wal-Mart.

## Revenus
En 2016, la famille Walton était la plus riche des États-Unis, avec une fortune estimée à 160 milliards de dollars américains, obtenue grâce à la multinationale Wal-Mart (ou Walmart), fondée en 1962. En 2018, la famille Walton a gagné 4 millions de dollars par heure, soit 100 millions par jour. Les salariés de l'entreprise gagnent quant à eux en moyenne 11 dollars par heure.
Selon le classement Fortune 500, Walmart est le plus gros employeur aux États-Unis.

## Positions politiques
Sur le plan politique, il soutient le Parti républicain. Il a notamment versé des fonds à un Super PAC pour le financement de la campagne de Mitt Romney lors de l'élection présidentielle américaine de 2012.